# ボリソフ彗星 (2I/Borisov)
ボリソフ彗星（ボリソフすいせい、2I/Borisov、C/2019 Q4 (Borisov)、内部呼称名 gb00234）は、オウムアムアに続いて発見された観測史上2例目の恒星間天体で、恒星間彗星としては初めて発見された天体である。軌道離心率約3.36の双曲線軌道を持ち、太陽の重力に拘束されていない。2019年10月末に太陽系の黄道面を通過し、同年12月8日に太陽から約2 au（天文単位）の距離にまで接近した。

## 名称
国際天文学連合（IAU）が定めたボリソフ彗星の正式名称は「2I/Borisov」。「Borisov」が彗星の名前であり、メディアでは単に「ボリソフ彗星（Borisov comet）」と呼ばれることもある。オウムアムア（1I/ʻOumuamua）の後に確認された2例目の恒星間天体であることから、「2I」という符号が与えられており、「I」はその天体が恒星間天体であることを示している。「Borisov」という名称は、彗星の発見者に因んで命名されるという伝統的な彗星の命名法に従って使用されている。最終的に2I/Borisovという正式名称が定められるまでは、以下の名称で呼称されていた。
- 初期の軌道ソリューション（Orbit solutions）では、この彗星が地球近傍天体になる可能性が示唆されたため、国際天文学連合が支援運用している小惑星センター（MPC）の「地球近傍天体確認ページ（NEOCP）」にgb00234という名称としてリストアップされた[23]。
- 13日間に渡る観測の後に行われたデータの改良により、この彗星が双曲線軌道を持つことが明らかになり、2019年9月11日にC/2019 Q4 (Borisov)という仮符号が与えられた[19]。Davide FarnocchiaやBill Gray、デイヴィッド・J・トーレン（英語版）といった天文学者たちはこの時すでに、この彗星が太陽系外から飛来してきたものであると確信していた[19]。
- 2019年9月24日、国際天文学連合の小天体の命名に関するワーキンググループ（the Working Group for Small Body Nomenclature）は「Borisov」という名称をそのまま継続して使用した上で、彗星に正式名称「2I/Borisov」を与え、ボリソフ彗星を恒星間天体として正式に認定した[3][15][22]。

## 特徴

### 物理的特性

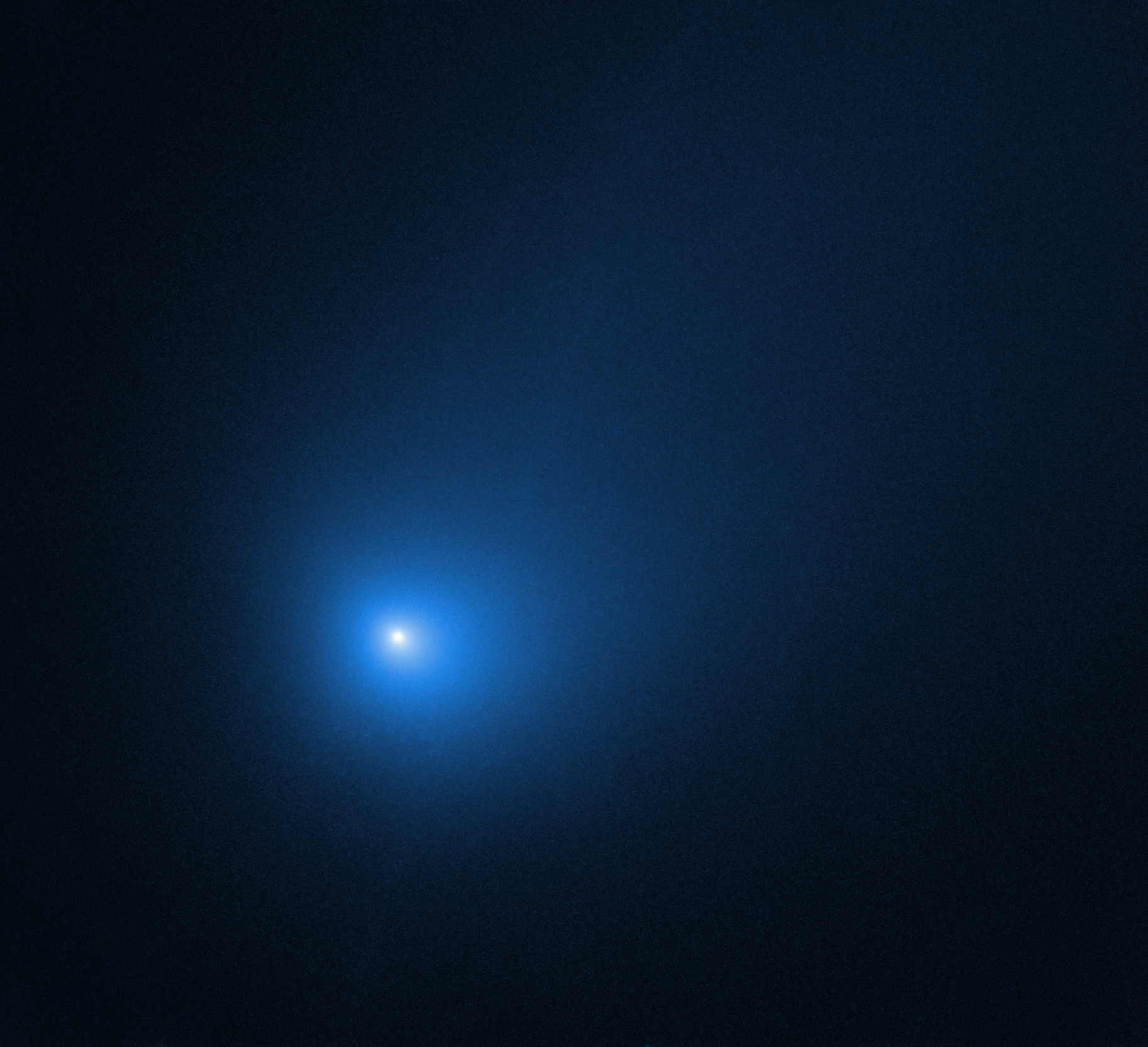
2019年12月に近日点を通過した直後にハッブル宇宙望遠鏡が撮影したボリソフ彗星の画像

小惑星であると考えられているオウムアムアとは異なり、ボリソフ彗星の核はコマや塵、ガスの雲に覆われている。天文学者のデビッド・C・ジューイットとジェーン・ルーは、そのコマの大きさからボリソフ彗星は毎秒2 kgの塵を生成しており、毎秒60 kgの水を失っていると推定している。また、彼らはボリソフ彗星が太陽から4 -5 auの距離にあった2019年6月頃に活動が活発になったと推測した。一方で画像アーカイブ内を検索したところ、2018年12月13日に撮影された画像にボリソフ彗星が映っていたことが判明しているが、同年11月21日に撮影された画像では確認できなかったため、この間に活動が活発になった可能性も示されている。
ボリソフ彗星の核はコマによって隠されているため、その大きさは大まかな範囲でしか求めることができない。ハワイ大学のKaren Meechらの研究チームはボリソフ彗星の核の直径を、初期推定値として2 - 16 kmと見積もった。Piotr Guzikらは核のアルベドを0.04、そして表面全体の30%が活動していると仮定して、核の直径を2 kmと推定した。Amir SirajとAbraham Loebは予想される粒度分布と1個の彗星につき放出される質量に基づいて、核の直径はより小さい1 kmであると主張した。活動が活発な領域の割合が表面全体の4%よりも大きいと仮定し、シアン化物の生成率を用いて核の大きさを求めたAlan Fitzsimmonsらは、核の直径を1.4 - 6.6 kmと推定している。近日点を通過する前後にハッブル宇宙望遠鏡によって行われた観測では、核の直径は1 km未満であることが示されている。彗星は地球に約3億 kmまでしか接近しないため、レーダーを使用してその大きさと形状を直接求めることはできない。ボリソフ彗星の核が掩蔽を起こすことによっても大きさや形状を求めることはできるが、掩蔽の予測は難しく、その軌道を正確に把握しておく必要があり、また、掩蔽の検出には複数の小型望遠鏡による観測ネットワークが必要となる。
2019年9月14日、カナリア天体物理研究所 (Instituto de Astrofísica de Canarias) は、カナリア諸島ラ・パルマ島のロケ・デ・ロス・ムチャーチョス天文台にある口径10.4 mのカナリア大望遠鏡による分光観測の結果、ボリソフ彗星の可視スペクトルは太陽系のオールトの雲に起源を持つ彗星のスペクトルと似たものであったと発表した。この結果から、他の恒星系で形成された彗星は、太陽系で形成されたものと同様の組成を持つ可能性があり、従って同様のプロセスによって生成される可能性が高いことを示唆する、としている。スペクトル内にある波長388 nmの輝線はシアン化物の存在を示しており、これは通常、ハレー彗星を含む太陽系内の彗星で最初にスペクトルから検出される物質である。ボリソフ彗星からも検出されたことから、シアン化物は恒星間彗星のガス放出からも初めて検出された物質となった。2019年10月に彗星から二原子炭素は検出されなかったという報告があり、このことからシアン化物に対する二原子炭素の存在比率は0.095未満または0.3未満であるとされた。しかし翌月11月には明確に二原子炭素が検出され、測定された存在比率は0.2 ± 0.1であった。この比率は炭素鎖が枯渇しているグループの彗星に似ており、太陽系内ではこうした彗星のほとんどは木星族彗星に分類される。原子状酸素も検出されており、この研究結果を発表した観測チームはボリソフ彗星が太陽系の彗星と同等の割合で水を放出していると推測している。
ハッブル宇宙望遠鏡による観測を用いた研究では核の光度曲線に変動は見られず、このことから、ボリソフ彗星の核の自転周期は10時間より長いとされた。カナダ宇宙庁（CSA）が打ち上げたNEOSSatによる観測を用いた研究では、13.2 ± 0.2 日周期の光度の変動が見られたが、これは核の自転に起因するものではないと考えられている。

### 核の崩壊
ボリソフ彗星は太陽から約2 au付近にまで接近するが、この距離では多くの小型の彗星は崩壊することがわかっている。彗星が崩壊するかどうかは、その核の大きさに強く依存する。Piotr Guzikらは、ボリソフ彗星が崩壊を起こす確率を10%と推定した。デビッド・C・ジューイットとジェーン・ルーは、ボリソフ彗星を2019年5月に太陽から約1.9 auにまで接近した別の彗星C/2019 J2と比較している。仮にボリソフ彗星が崩壊した場合、オウムアムアのような不活発な残骸が残る可能性がある。
2020年3月30日にハッブル宇宙望遠鏡が撮影された画像から、核が2つに分かれて、約0.1秒角（約180 km）離れた距離にあることが判明し、ボリソフ彗星が分裂したことが示された。分裂は同年3月7日ごろに始まったと推定され、そのころに発生したアウトバースト（彗星の一時的な増光）の最中に分裂した可能性がある。この崩壊について、ハッブル宇宙望遠鏡による更なる観測が行われることが計画されている。

### 軌道
| 天体                                                      | 速度                  |
| --------------------------------------------------------- | --------------------- |
| エレーニン彗星 (C/2010 X1) (太陽から200 auの距離での比較) | 2.96 km/s 0.62 au/年  |
| オウムアムア (1I/2017 U1)                                 | 26.33 km/s 5.55 au/年 |
| ボリソフ彗星 (2I/Borisov)                                 | 32.34 km/s 6.82 au/年 |

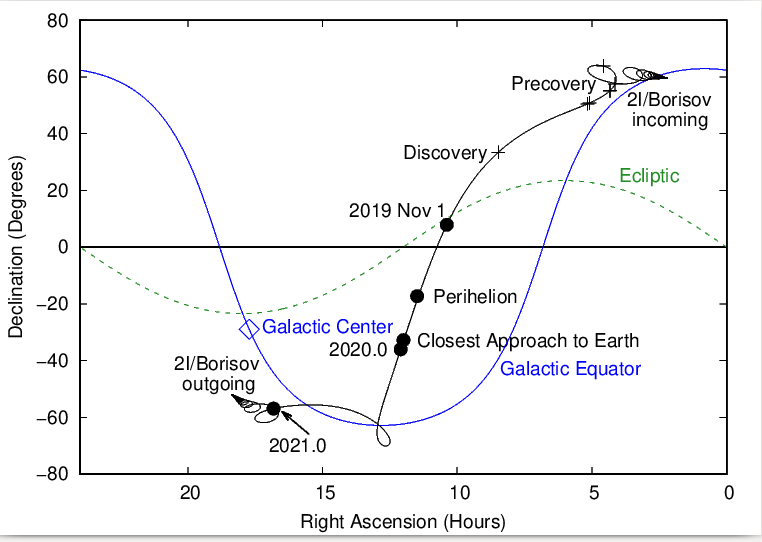
赤道座標上におけるボリソフ彗星の位置の変化。縦軸が赤緯、横軸が赤経を示す。

地球上からは、ボリソフ彗星は2019年9月から11月中旬までは天の赤道より北側の北天に見えた。10月26日にしし座のレグルスの近くで黄道面を通過し、そして11月13日に天の赤道を通過し、南天で見えるようになった。12月8日頃に近日点を通過（太陽に最接近）し、小惑星帯の内側にまで接近した。12月下旬の地球への最接近では約1.9 auまで近づき、太陽からの離角は約80°に達する。軌道傾斜角が約44°あるため、太陽系のどの惑星にもさほど接近しない。ボリソフ彗星はペルセウス座との境界近くのカシオペヤ座の領域から太陽系へ飛来している。これはボリソフ彗星が銀河ハローではなく、銀河面から飛来してきたことを示している。その後、ボリソフ彗星はぼうえんきょう座の方向へ移動して太陽系を去っていくとされている。恒星間空間では、ボリソフ彗星は太陽を基準に1光年移動するのに9,000年を要するとされる。
ボリソフ彗星の軌道は極端な双曲線で、その軌道離心率は3.36に及ぶ。この値は、現在知られている300個以上の双曲線軌道を持つどの彗星よりも高く、それらの彗星の軌道離心率はいずれも1をわずかに超える程度で、オウムアムアでさえ約1.2程度であった。天体が公転している太陽から無限遠点にあるときの速度を示す双曲線過剰速度（{\displaystyle v_{\infty }}）は、その天体が太陽の重力で拘束されていれば数 km/s未満しかないが、ボリソフ彗星は約32 km/sの双曲線過剰速度を持ち、これは他の天体との摂動による加速で説明できる速度よりもはるかに速い。これらの2つのパラメーターは、ボリソフ彗星が太陽系外から飛来してきたことを示唆する重要な指標である。比較として、太陽系から離脱する軌道にある探査機ボイジャー1号は16.9 km/s（3.57 au/年）で移動している。双曲線過剰速度が速く、近日点が太陽から遠いため、ボリソフ彗星はオウムアムアよりも大きな軌道離心率を持つことになる。太陽からの距離がこれほど遠いと、太陽の重力はボリソフ彗星の進行方向をそれほど大きく変えることができない。

## 観測

### 発見
| 観測回数 | 観測弧（時間） | 軌道離心率の予想範囲 |
| -------- | -------------- | -------------------- |
| 81       | 225            | 0.9–1.6              |
| 99       | 272            | 2.0–4.2              |
| 127      | 289            | 2.8–4.7              |
| 142      | 298            | 2.8–4.5              |
| 151      | 302            | 2.9–4.5              |

ボリソフ彗星は2019年8月30日に、クリミア半島のNauchnij近郊にあるクリミア天体物理天文台の観測施設MARGO (Mobil Astronomical Robotics Genon Observatory) で、アマチュア天文家ゲナディ・ボリソフ（en:Gennady Borisov） が自作の0.65 m望遠鏡による観測で発見した。この発見はクライド・トンボーによる冥王星の発見と比較されている。冥王星はローウェル天文台の天体望遠鏡を用いて発見したが、トンボーもまた、自身で望遠鏡を製作していたアマチュア天文家だった。発見されたとき、ボリソフ彗星は太陽からは3 au、地球からは3.7 auの位置にあり、太陽からの離角は38°であった。ボリソフは彼自身の発見について次のように述べている。
| 「 | 私はそれを8月29日に観測したが、グリニッジ標準時では8月30日だった。私はフレーム内を小惑星帯の小惑星とはわずかに異なる方向へ動いていく天体を見た。私はその座標を測定し、小惑星センターのデータベースで調べた。するとそれは新天体であると分かった。次に地球近傍天体評価を測定した。様々なパラメーターから計算された結果、その確率が100%、すなわち危険であると分かった。このような場合、危険な小惑星を確認するためにすぐに世界中のウェブページにパラメーターを投稿する必要がある。私はその天体が拡散しているように見え、そしてその天体が小惑星ではなく彗星であると書き下ろして投稿した。 | 」 |

ボリソフ彗星が太陽系外に起源を持つことが確認されるには数週間を要した。初期観測に基づく初期の軌道解では、ボリソフ彗星が太陽から1.4 au離れた楕円軌道を1年未満で公転する地球近傍天体である可能性も含まれていた。その後12日間に行われた151回の観測の結果から、地球近傍天体確認ページ（NEOCP）に掲載される最近発見された小惑星の分析を行うシステムであるジェット推進研究所のScoutは、ボリソフ彗星の軌道離心率は2.9 - 4.5の範囲であると示した。しかし太陽からの離角が小さかったため、微分大気差などのデータに偏りが含まれている可能性があるため、わずか12日間の観測弧（英語: Observation arc）ではボリソフ彗星が本当に太陽系外から飛来してきた否かについてはまだ疑念が残っていた。放物線軌道を想定した場合、軌道離心率がおよそ1で、2019年12月30日に地球からの最小交差距離0.35 au、近日点0.90 auを通過する軌道も得られた。しかし利用可能な観測に基づくと、既知のどの彗星よりも際立って大きな非重力の力（ガスの噴出による推力）を受けない限り、軌道が放物線軌道になることはない。より多くの観測により、最終的にはボリソフ彗星の軌道は恒星間起源の天体であることを示す双曲解に収束し、非重力では運動を説明できなかった。

### 2019年から2020年にかけての観測
予期せぬ活動の衰退や崩壊を起こさない限り、ボリソフ彗星は2020年9月まで観測できるとされている。観測史上初の恒星間天体であったオウムアムアは、近日点を通過して太陽系を去りつつある段階で発見されたため、観測可能な領域の外に達するまでの約80日間しか観測できなかった。それに対して、ボリソフ彗星は太陽系に飛来してきた段階で発見されたため、ボリソフ彗星はオウムアムアよりも観測の機会に恵まれることになった。年末年始に太陽系へ接近する事と長期に渡って観測ができる特性から、一部の天文学者はボリソフ彗星を「クリスマス彗星（Christmas comet）」と呼んでいる。ボリソフ彗星を問題なく観測できるように、ハッブル宇宙望遠鏡による観測はまだ彗星が太陽からまだ遠かった2019年10月12日から行われた。ハッブル宇宙望遠鏡は地上の望遠鏡よりも彗星のコマによる交絡効果の影響が少ないため、核の自転による光度曲線を調べることができる。これにより、核の大きさと形状の推定がより容易になる。これらの観測は、彗星が近日点を通過して太陽系を離れるときの更なる観測のベースラインとして機能するとされている。小型の彗星で度々見られるような核の崩壊が起きた場合、ハッブル宇宙望遠鏡は核の崩壊プロセスの研究に使用することができる。

## 探査

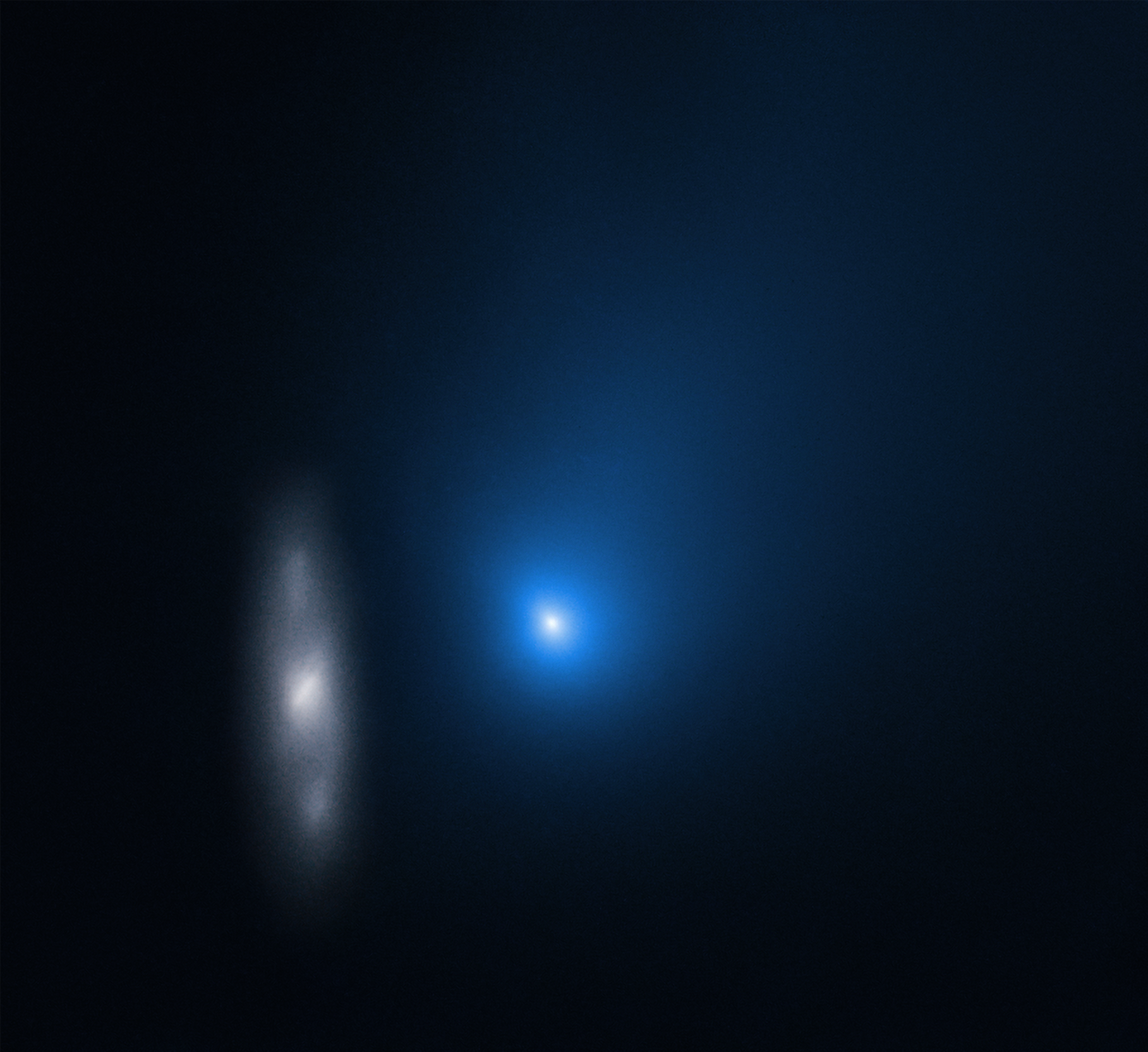
2019年11月に撮影されたボリソフ彗星。隣には遠方の銀河も映っている。

ボリソフ彗星の双曲線過剰速度（32.34 km/s）はオウムアムア（26.33 km/s）よりも速く、宇宙探査機による接近探査をより困難にさせている。Initiative for Interstellar Studiesのチームによると、理論上では2018年7月13日に重量2 tの宇宙探査機をファルコンヘビークラスのロケットを使って打ち上げれば、「追跡」する形で2019年10月26日にボリソフ彗星に到達させることができた可能性があったが、この打ち上げ日はボリソフ彗星が発見される前である。ボリソフ彗星の実際の発見日以降に探査機を打ち上げる場合、太陽や木星でのスイングバイや、スペース・ローンチ・システム（SLS）のような非常に大型のロケットが必要となる。2019年9月の時点では、SLSを用いても重量がわずか3 kgのペイロード（CubeSatなどが該当する）を2045年3月21日に相対速度34 km/sでボリソフ彗星に到達させることしかできない。この場合、打ち上げは2030年1月16日となる。議会の証言によると、NASAがそのような探査ミッションを開始するには少なくとも5年の準備期間が必要になる場合があるとされている。